# Diebsgrundweg

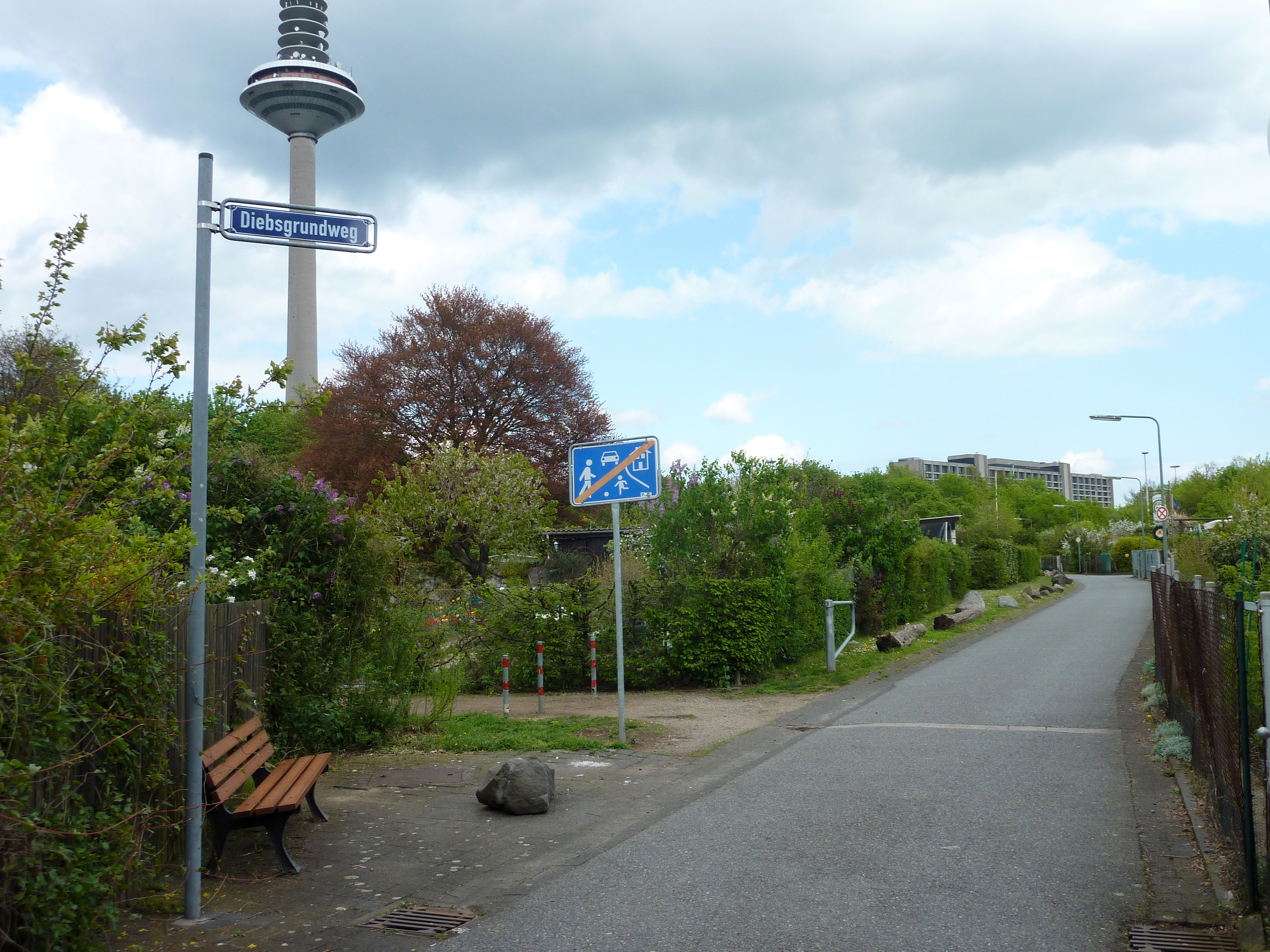
Ein Abschnitt des Diebsgrundwegs in Bockenheim, Zustand im Jahr 2010. Im Hintergrund der Europaturm (links) und das Gebäude der Deutschen Bundesbank (rechts)

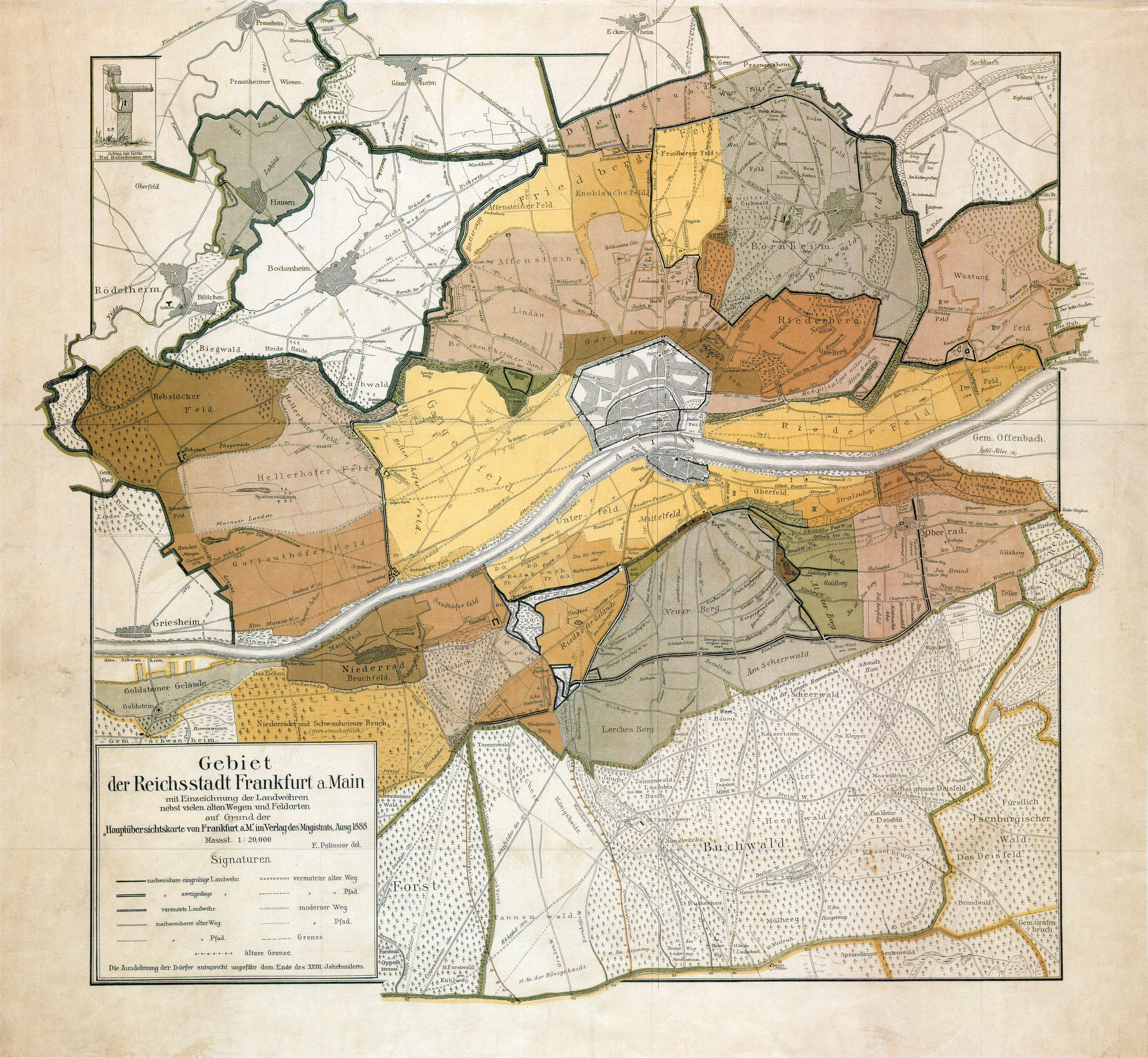
Auf dieser Landkarte des Frankfurter Gebiets von Eduard Pelissier aus dem Jahr 1888 ist der Verlauf des Diebsweges zwischen Bockenheim im Westen und Seckbach im Osten eingezeichnet (oberes Drittel der Karte)

Der Diebsgrundweg oder auch kurz Diebsweg in der hessischen Stadt Frankfurt am Main ist ein Teil der Hohen Straße beziehungsweise Antsanvia, einer Altstraße von Spanien nach Russland. Dieser Handelsweg verlief durch die heutigen Frankfurter Stadtteile Bockenheim, Dornbusch, Eckenheim und Preungesheim.

## Geschichte
Der Verlauf des Diebsgrundwegs wurde 1967 durch den Bau der Zentrale der Deutschen Bundesbank unterbrochen. Zuvor hatte er von Bockenheim im Westen über den Dornbusch zum Marbachweg geführt und das Frankfurter Gebiet bei Bergen im Osten wieder verlassen. Unmittelbar außerhalb der Befestigungen der Frankfurter Landwehr gelegen, markierte er die nördliche Grenze des damaligen städtischen Gebietes. Der Name deutet hin auf „dunkle Gestalten“, die die Kontrolle der freien Reichsstadt scheuten. 
Mit der Eingemeindung Preungesheims wurde 1911 ein Teil des Diebsgrundweges, der Bereich zwischen Eschersheimer Landstraße und Friedberger Landstraße, in Marbachweg umbenannt. Diese Straße hat ihren Namen nicht von der Stadt Marbach, sondern vom ehemaligen Markbach („Grenzbach“ – siehe dazu Mark) erhalten, der bis ins 19. Jahrhundert die Frankfurter Gemarkung vom nördlich angrenzenden gräflich-hanauischen Herrschaftsgebiet Amt Bornheimerberg trennte. Dieser Markbach entsprang an einem Feldgericht beim Wehrhof Kühhornshof, dessen Reste sich gegenwärtig auf einem nicht öffentlich zugänglichen Grundstück des Hessischen Rundfunks befinden.
Erstmals wurde der Diebsgrundweg in einer Urkunde des Kühhornshofs aus dem Jahr 1323 erwähnt. Der Patrizier und spätere Bürgermeister Frankfurts Jakob Knoblauch kaufte in diesem Jahr von Mechthild von Breuberg, der Witwe des letzten Breubergers Eberhard, deren Hofstätte, beschrieben mit den Worten „[…] die da stoszent uf den Dypewek“ („die dort auf den Diebsweg stößt“).
Gegenwärtig trägt lediglich noch ein kurzes Wegstück für Fußgänger und Fahrradfahrer, das zwischen Kleingärten von der Bockenheimer Frauenlobstraße bis an den Rand der Autobahnausfahrt Frankfurt-Miquelallee führt, amtlich den Namen Diebsgrundweg.